# Epidendrum dorsocarinatum
Epidendrum dorsocarinatum är en orkidéart som beskrevs av Eric Hágsater. Epidendrum dorsocarinatum ingår i släktet Epidendrum och familjen orkidéer. Inga underarter finns listade i Catalogue of Life.